# Waltersdorf (Thuringe)
Pour les articles homonymes, voir Waltersdorf.
Waltersdorf est une commune allemande de l'arrondissement de Saale-Holzland, Land de Thuringe.

## Géographie
Waltersdorf se situe dans la vallée de la Roda.
| Tröbnitz   | Tissa       |                          |
| Geisenhain | Waltersdorf | Lippersdorf-Erdmannsdorf |
| Meusebach  |             | Rattelsdorf              |

## Histoire
La première mention de Waltersdorf en 1288 n'est pas claire. Waltersdorf est sinon mentionné pour la première fois en 1358.

## Source de la traduction
- (de) Cet article est partiellement ou en totalité issu de l’article de Wikipédia en allemand intitulé « Waltersdorf (Thüringen) » (voir la liste des auteurs).